# Roman Gribbs
Roman Stanley Gribbs (Detroit, 29 dicembre 1925 – Northville, 5 aprile 2016) è stato un politico statunitense, fu sindaco di Detroit dal 1970 al 1974.
Successivamente, fu giudice della Corte d'Appello del Michigan.

## Biografia
Roman Gribbs nacque a Detroit il 29 dicembre, 1925. Crebbe in una fattoria vicino a Capac, nel Michigan. I suoi genitori erano degli immigrati polacchi che erano sostanzialmente contadini, sebbene suo padre avesse lavorato anche nella catena di montaggio della Ford. Dopo le superiori, Gribbs entrò nell'esercito fino al 1948. Si laureò all'Università di Detroit nel 1952 in economia e finanza, e nel 1954 in legge. Lavorò all'Università dal 1954 al 1957, e divenne procuratore distrettuale nel 1957, carica che ricoprì fino al 1964. Lavorò per conto proprio dal 1964.
Nel 1968, fu eletto sceriffo della Contea di Wayne per quattro anni. Tuttavia, nel 1969 fu eletto sindaco di Detroit, sconfiggendo l'avversario Richard H. Austin, che divenne successivamente Segretario di Stato del Michigan. Invece di trasferirsi nella Manoogian Mansion, la residenza ufficiale dei sindaci di Detroit, Gribbs mantenne la residenza in un quartiere nella parte nord-occidentale di Detroit. Nel 1973, Gribbs rifiutò di ricandidarsi e il suo successore fu Coleman Young; Gribbs è stato l'ultimo sindaco bianco di Detroit ad oggi (2013).

### Vita privata
Gribbs è rimasto sposato con Katherine Stratis (1932–2011) dal 1954 al 1982, da cui ebbe quattro figlie (Paula, Carla, Rebecca, Elizabeth) e un figlio (Christopher). Nel 1990, sposò Leola Young Barr.